# 潞氏
潞氏，亦称潞或路氏，是周朝春秋時期由赤狄的一支所建立的隗姓国家，国君为子爵，其大致位置在今山西省潞城东北。在公元前594年被晋国所灭，君主婴儿被俘。

## 简介
潞氏是赤狄的一支。赤狄原本广泛分佈于山西省方山縣、孟县、昔阳县、武乡县和垣曲县一带，当时又称“东山皋落氏”。他们在晋襄公时期被晋国击溃，随之分裂为潞氏、甲氏、留吁、鐸辰和啬咎如五部，潞氏是其最为强大的一部。晋国狐氏成员狐射姑与赵盾斗争中失败后，便逃奔至此。潞氏在晋成公时期实力强盛，於成公三年（公元前604年）滅黎侯而奪其地建國，並控制了翻越太行山的必要隘道壺口。成公为笼络他们，将长女伯姬嫁给潞氏君主婴儿为妻。但婴子生性懦弱，大臣鄷舒执政后，竟杀伯姬，又弄伤婴儿之目。伯姬之弟晋景公十分愤怒，于景公六年（公元前594年）令荀林父率軍攻打潞氏，两军交战于曲梁（今山西省潞氏東北），潞氏大败，遂被灭，婴儿被俘至晋国，鄷舒逃往卫国，不久为卫人送至晋国并被杀。
潞氏被灭后，故地成為荀氏的采邑，其餘民盡散入赤狄的另一部廧咎如。晋國於第二年再令士会灭赤狄中的甲氏、留吁和铎辰。景公十二年（公元前588年），晋郤克和衛國大夫孫良夫聯軍將赤狄最后一部廧咎如消滅。赤狄被滅後，其人一部分华夏化，成為晉國的一部分；还有一些则向北遷徙並於日後形成了汉朝高车族。

## 影响
潞氏被灭前，实力强盛的诸戎常年侵扰华夏北方国家。在这以后便攻守之势互换，残余的戎狄已经不具威胁，接连为晋国击破。

## 潞氏君主
| 諡號         | 国君本名 | 在位時間   | 在位年數 |
| 此前世系不詳 |          |            |          |
|              | 嬰兒     | ？—前594年 |          |

## 遺跡
潞氏國所在的今山西潞城市東北25公里處有潞氏古城遺跡和古墓葬。其中一座俗稱“龍嘴圪堆”大墓，被認為是嬰兒之墓。